# Hobbit (microordenador)
Hobbit (en ruso "Хоббит") es un ordenador ruso de 8 bits, basado en el ZX Spectrum.  El Hobbit fue inventado por Dmitry Mikhilov (en ruso Дмитрий Михайлов) y Mikhail Osetinskii (Михаил Осетинский) en San Petersburgo, a finales de la década de 1980. El ordenador fue fabricado y distribuido por InterCompex.
Si bien se comercializaron diferentes modelos, generalmente incluye el sistema operativo CP/M y los lenguajes de programación Forth y Logo en ROM, así como una disquetera de 3'5.

## Características técnicas[5]
- UA800 (clon del Zilog Z80A) a 3.5 MHz
- 64K de RAM y 64K de ROM
- Unidades de disco: 2 unidades externas de 5.25" (de un total de 4 conectables) o una disquetera de 3.5" interna
- Conectores: joystick (2 x Sinclair, 1 x Kempston), Centronics, RS232, audio in/out (para casete) y un bus de extensión del sistema
- Teclado de 74 teclas (con 33 teclas pre-programables)
- Salida de vídeo: TV o monitor EGA
- Sistema operativo: incorpora un desensamblador y un clon del CP/M llamado "Beta"